# 坡底乡
坡底乡，曾是中华人民共和国山西省运城市平陆县下辖的一个乡镇级行政单位。2021年4月20日，撤销坡底乡，整建制并入三门镇。

## 行政区划
坡底乡下辖以下地区：
坡底村、崖底村、桐垣村、七湾村、后窑村、向阳村、尖坪村、郭原村、马河村和碾道村。